# Kharkhorin Airport
Kharkhorin Airport är en flygplats i Mongoliet.   Den ligger i provinsen Övörchangaj, i den centrala delen av landet, 300 km väster om huvudstaden Ulaanbaatar. Kharkhorin Airport ligger 1 452 meter över havet.
Terrängen runt Kharkhorin Airport är platt åt nordost, men åt sydväst är den kuperad.  Trakten runt Kharkhorin Airport är nära nog obefolkad, med mindre än två invånare per kvadratkilometer. Närmaste större samhälle är Harhorin, 5,4 km söder om Kharkhorin Airport. Trakten runt Kharkhorin Airport består i huvudsak av gräsmarker.